# Edson Barboza
Edson Mendes Barboza Jr. (Río de Janeiro, Brasil; 21 de enero de 1986) es un artista marcial mixto brasileño que actualmente compite en la categoría de peso pluma en Ultimate Fighting Championship (UFC). Desde el 20 de mayo del 2024, está en la posición #15 del ranking de peso pluma de UFC.

## Carrera en artes marciales mixtas

### Ultimate Fighting Championship

#### 2010
Barboza tenía previsto hacer su debut en UFC contra Darren Elkins el 20 de noviembre de 2010 en UFC 123. Sin embargo, Elkins fue forzado a abandonar la tarjeta debido a una lesión y fue sustituido por el recién llegado a la promoción, Mike Lullo. Poco antes del tercer asalto, Barboza derrotó a Lullo por TKO.

#### 2011
Barboza enfrentó a Anthony Njokuani el 19 de marzo de 2011 en UFC 128, ganando por decisión unánime. Ambos peleadores recibieron el premio de Pelea de la Noche.
Barboza derrotó a Ross Pearson en el UFC 134 por decisión dividida (29-28, 28-29, 29-28). Tras la pelea, ganó una vez más el premio Pelea de la Noche.

#### 2012
Barboza enfrentó a Terry Etim el 14 de enero de 2012, en el UFC 142. Ganó la pelea por KO en el tercer asalto, convirtiéndose en el primer peleador en la historia de UFC en terminar a un oponente a través de patada de la rueda. La victoria le valió a Barboza su primer KO de la Noche.
Barboza tenía previsto enfrentar a Evan Dunham el 26 de mayo de 2012 en UFC 146, pero Dunham abandonó la pelea debido a una lesión y fue reemplazado por el veterano Jamie Varner. Barboza sufrió su primera derrota profesional en las MMA vía TKO en el primer asalto.

#### 2013
Se esperaba que Barboza enfrente a Justin Salas el 19 de enero de 2013 en UFC en FX 7. Sin embargo, Salas fue forzado a salir de la pelea con una lesión y fue reemplazado por Lucas Martins. Ganó la pelea por TKO (retiro) a los 2:38 del primer asalto.
Barboza debió enfrentar a John Makdessi el 6 de julio de 2013 en el UFC 162, pero una lesión obligó a Makdessi a retirarse de la tarjeta y posteriormente fue reemplazado por Rafaello Oliveira. Ganó la pelea por TKO debido a patadas en el segundo asalto.
Barboza enfrentó a Danny Castillo el 14 de diciembre de 2013 en UFC on Fox 9. Después de un primer asalto dominado por Castillo, donde casi terminó con Barboza a través de golpes y con un intento de sumisión, Barboza se recuperó para ganar el segundo y tercer asalto, ganando la pelea por decisión mayoritaria. Posteriormente, ambos recibieron el premio a la Pelea de la Noche.

#### 2014
Barboza enfrentó a Donald Cerrone el 19 de abril de 2014 en UFC on Fox 11. Perdió la pelea por sumisión en el primer asalto.
Barboza enfrentó a Evan Dunham el 16 de julio de 2014 en el UFC Fight Night 45. Ganó la pelea por TKO en el primer asalto.
Barboza enfrentó a Bobby Green el 22 de noviembre de 2014 en el UFC Fight Night 57. Ganó la pelea por decisión unánime.

#### 2015
Barboza enfrentó a Michael Johnson el 22 de febrero de 2015 en UFC Fight Night 61. Perdió la pelea por decisión unánime.
Se esperaba que Barboza enfrentara a Myles Jury el 25 de julio de 2015 en UFC on Fox 16, reemplazando a Anthony Pettis lesionado. Sin embargo, Jury tuvo que retirarse debido a una lesión y posteriormente fue sustituido por el invicto Paul Felder. Barboza ganó la pelea por decisión unánime. También recibió su quinto premio a Pelea de la Noche. El presidente de la UFC, Dana White, elogió a Barboza y Felder después, calificando la pelea de "increíble".
Barboza enfrentó a Tony Ferguson el 11 de diciembre de 2015 en The Ultimate Fighter 22 Finale, reemplazando a Khabib Nurmagomedov lesionado. Perdió la pelea a través de sumisión en el segundo asalto. Posteriormente, ambos peleadores recibieron el premio a Pelea de la Noche.

#### 2016
Barboza enfrentó a Anthony Pettis el 23 de abril de 2016 en el UFC 197. Ganó la pelea por decisión unánime.
Barboza enfrentó a Gilbert Melendez el 23 de julio de 2016 en UFC on Fox 20. Ganó la pelea por decisión unánime.

#### 2017
Barboza enfrentó a Beneil Dariush el 11 de marzo de 2017 en UFC Fight Night 106. Ganó la pelea por nocaut tras un rodillazo volador en el segundo asalto. Posteriormente, recibió su primer bonus extra a la Actuación de la Noche.
Barboza enfrentó a Khabib Nurmagomedov el 30 de diciembre de 2017 en el UFC 219. Perdió la pelea por decisión unánime.

#### 2018
Edson Barboza luchó contra Kevin Lee el 21 de abril de 2018 en la UFC Fight Night: Barboza vs. Lee. Durante los pesajes, Lee no logró bajar de 157 libras. Una libra por encima de 156, el límite superior que se establece para luchar en la división de peso ligero. Por ello, y para poder continuar, Lee pactó entregar a Barboza el 20% del pago de la pelea y por consiguiente la pelea se disputó en un peso acordado. Ya durante la pelea, Barboza conectó una patada giratoria que casi derribó a Lee. Barboza perdió la pelea por nocaut técnico en el minuto 2:18 del quinto asalto.
Barboza enfrentó a Dan Hooker el 15 de diciembre de 2018 en UFC on Fox 31. Ganó la pelea por nocaut técnico en el tercer asalto.

#### 2019
Barboza enfrentó a Justin Gaethje el 30 de marzo de 2019, en UFC on ESPN 2. Perdió la pelea por KO en el primer asalto. La pelea se llevó el bono a Pelea de la Noche.
Barboza enfrentó a Paul Felder en una revancha el 7 de septiembre de 2019, en UFC 242. Perdió la pelea por una controvertida decisión dividida. 13 de los 16 medios de comunicación de las MMA puntuaron la pelea a favor de Barboza, y posteriormente la decisión fue apelada para ser anulada. La UFC, trabajando en lugar de una comisión atlética, denegó la apelación.

#### 2020: Bajada a peso pluma
El 31 de diciembre de 2019, Barboza anunció su intención de bajar a la división de peso pluma. Se esperaba que enfrentara a Josh Emmett en una pelea de peso pluma el 2 de mayo de 2020 en UFC Fight Night: Hermansson vs. Weidman. Sin embargo, el 9 de abril, Dana White anunció que el evento había sido pospuesto. En su lugar, Barboza enfrentó a Dan Ige el 16 de mayo de 2020 en UFC on ESPN: Overeem vs. Harris. Perdió la pelea por una muy controvertida decisión dividida. 16 de los 18 medios de comunicación puntuaron la pelea a favor de Barboza.
Se esperaba que Barboza enfrentara a Sodiq Yusuff el 11 de octubre de 2020 en UFC Fight Night: Moraes vs. Sandhagen. Sin embargo, Yusuff se retiró de la pelea el 22 de septiembre por razones no reveladas, y fue sustituido por Makwan Amirkhani. Ganó la pelea por decisión unánime.

#### 2021
El 25 de febrero de 2021 surgió la noticia de que Barboza había firmado un nuevo contrato de varias pelea con la organización, aunque le quedaba una pelea en su contrato actual. En mayo, Barboza reveló que el contrato fue firmado por seis peleas.
Barboza enfrentó a Shane Burgos el 15 de mayo de 2021, en UFC 262. Ganó la pelea por KO en el tercer asalto, después de que Burgos experimentara una reacción retardada al ser noqueado. Esta pelea le valió a Barboza el premio de bonificación de $75.000 por la Pelea de la Noche.
Barboza enfrentó a Giga Chikadze el 28 de agosto de 2021, en UFC on ESPN 30. Perdió la pelea por TKO en el tercer asalto.

#### 2022
Barboza enfrentó a Bryce Mitchell el 5 de marzo de 2022, en UFC 272. Perdió la pelea por decisión unánime.
Barboza estaba programado para enfrentar a Ilia Topuria el 29 de octubre de 2022, en UFC Fight Night 213. Sin embargo, Barboza se retiró de la pelea a mediados de septiembre por una lesión de rodilla.

#### 2023
Barboza enfrentó a Billy Quarantillo el 15 de abril de 2023, en UFC on ESPN: Holloway vs. Allen. Ganó la pelea por KO en el primer asalto. Esta victoria lo hizo merecedor del premio de Actuación de la Noche.
Barboza enfrentó a Sodiq Yusuff el 14 de octubre de 2023, en UFC Fight Night 230. Ganó la pelea por decisión unánime. Esta pelea lo hizo merecedor de su noveno premio de Pelea de la Noche, lo que rompió el récord por la mayor cantidad de bonos de Pelea de la Noche en la historia de UFC.

#### 2024
Barboza enfrentó a Lerone Murphy el 18 de mayo de 2024, en UFC Fight Night 241. Perdió la pelea por decisión unánime. Esta pelea lo hizo merecedor de su décimo premio de Pelea de la Noche.

## Campeonatos y logros

### Artes marciales mixtas
- Ultimate Fighting Championship
  - Pelea de la Noche (Diez veces) vs. Anthony Njokuani, Ross Pearson, Terry Etim, Danny Castillo, Paul Felder, Tony Ferguson, Justin Gaethje, Shane Burgos Sodiq Yusuff y Lerone Murphy.[69][70][71][72][73][74][75][65][68]
    - Mayor cantidad de bonos de Pelea de la Noche en la historia de UFC (10)
    - Empatado (con Max Holloway y Justin Gaethje) por la octava mayor cantidad de bonos Post-Pelea en la historia de UFC (13)[76]

  - Actuación de la Noche (Dos veces) vs. Beneil Dariush y Billy Quarantillo[77][62]
  - KO de la Noche (Una vez)  vs. Terry Etim[70]
    - Nocaut del Año 2012 vs. Terry Etim[78]

  - Empatado (con Melvin Guillard) por la tercera mayor cantidad de nocauts en la historia de la división de peso ligero de UFC (7)[79]
  - Cuarto con la mayor cantidad de knockdowns en la historia de UFC (16)[80]
    - Cuarto con la mayor cantidad de knockdowns en la historia de la división de peso ligero de UFC (10)

  - UFC Honores - Comeback del Año 2023 vs. Sodiq Yusuff
- Renaissance MMA
  - Campeonato de Peso Ligero de Renaissance MMA (Una vez)
    - Dos defensas titulares exitosas
- Ring of Combat
  - Campeonato de Peso Ligero de Ring of Combat (Una vez)
- ESPY Award
  - Nominación de Best Play ESPY Award (2012)[81]
- World MMA Awards
  - Nocaut del Año 2012 vs. Terry Etim en UFC 142[82]
- Inside MMA
  - KO del Año 2012 Bazzie Award (2012)  vs. Terry Etim
- Sherdog
  - 2010 All-Violence Third Team[83]
  - Nocaut del Año 2012 vs. Terry Etim[84]
  - Nocaut del Año 2017 vs. Beneil Dariush[85]
  - Paliza del Año 2018 vs. Dan Hooker[86]
- MMAJunkie.com
  - Pelea del Mes de diciembre de 2015 vs. Tony Ferguson[87]
  - Pelea del Mes de septiembre de 2019 vs. Paul Felder[88]

## Récord en artes marciales mixtas
| Récord profesional | Récord profesional | Récord profesional |
| 37 peleas          | 24 victorias       | 13 derrotas        |
| ------------------ | ------------------ | ------------------ |
| Nocaut             | 14                 | 4                  |
| Sumisión           | 1                  | 2                  |
| Decisión           | 9                  | 7                  |

| Resultado | Récord | Oponente            | Método                            | Evento                                                    | Fecha                   | Ronda | Tiempo | Localización              | Notas                                                |
| --------- | ------ | ------------------- | --------------------------------- | --------------------------------------------------------- | ----------------------- | ----- | ------ | ------------------------- | ---------------------------------------------------- |
| Derrota   | 24–13  | Drakkar Klose       | Decisión (unánime)                | UFC 319                                                   | 16 de agosto de 2025    | 3     | 5:00   | Chicago, Illinois         | Regresa al peso ligero.                              |
| Derrota   | 24–12  | Lerone Murphy       | Decisión (unánime)                | UFC Fight Night: Barboza vs. Murphy                       | 18 de mayo de 2024      | 5     | 5:00   | Las Vegas, Nevada         | Pelea de la Noche.                                   |
| Victoria  | 24–11  | Sodiq Yusuff        | Decisión (unánime)                | UFC Fight Night: Yusuff vs. Barboza                       | 14 de octubre de 2023   | 5     | 5:00   | Las Vegas, Nevada         | Pelea de la Noche.                                   |
| Victoria  | 23–11  | Billy Quarantillo   | KO (rodillazo)                    | UFC on ESPN: Holloway vs. Allen                           | 15 de abril de 2023     | 1     | 2:37   | Kansas City, Misuri       | Actuación de la Noche.                               |
| Derrota   | 22–11  | Bryce Mitchell      | Decisión (unánime)                | UFC 272                                                   | 5 de marzo de 2022      | 3     | 5:00   | Las Vegas, Nevada         |                                                      |
| Derrota   | 22–10  | Giga Chikadze       | TKO (puñetazos)                   | UFC on ESPN: Barboza vs. Chikadze                         | 28 de agosto de 2021    | 3     | 1:44   | Las Vegas, Nevada         |                                                      |
| Victoria  | 22–9   | Shane Burgos        | KO (puñetazos)                    | UFC 262                                                   | 15 de mayo de 2021      | 3     | 1:16   | Houston, Texas            | Pelea de la Noche.                                   |
| Victoria  | 21–9   | Makwan Amirkhani    | Decisión (unánime)                | UFC Fight Night: Moraes vs. Sandhagen                     | 10 de octubre de 2020   | 3     | 5:00   | Abu Dabi                  |                                                      |
| Derrota   | 20–9   | Dan Ige             | Decisión (dividida)               | UFC on ESPN: Overeem vs. Harris                           | 16 de mayo de 2020      | 3     | 5:00   | Jacksonville, Florida     | Debut en peso pluma.                                 |
| Derrota   | 20–8   | Paul Felder         | Decisión (dividida)               | UFC 242                                                   | 7 de septiembre de 2019 | 3     | 5:00   | Abu Dabi                  |                                                      |
| Derrota   | 20–7   | Justin Gaethje      | KO (golpe)                        | UFC on ESPN: Barboza vs. Gaethje                          | 30 de marzo de 2019     | 1     | 2:30   | Filadelfia, Pensilvania   | Pelea de la Noche.                                   |
| Victoria  | 20–6   | Dan Hooker          | TKO (golpes al cuerpo)            | UFC on Fox: Lee vs. Iaquinta 2                            | 15 de diciembre de 2018 | 3     | 2:19   | Milwaukee, Wisconsin      |                                                      |
| Derrota   | 19–6   | Kevin Lee           | TKO (parada médica)               | UFC Fight Night: Barboza vs. Lee                          | 21 de abril de 2018     | 5     | 2:18   | Atlantic City, New Jersey | Peso acordado (157 lbs).                             |
| Derrota   | 19–5   | Khabib Nurmagomedov | Decisión (unánime)                | UFC 219                                                   | 30 de diciembre de 2017 | 3     | 5:00   | Las Vegas, Nevada         |                                                      |
| Victoria  | 19–4   | Beneil Dariush      | KO (rodillazo volador)            | UFC Fight Night: Belfort vs. Gastelum                     | 11 de marzo de 2017     | 2     | 3:35   | Fortaleza                 | Actuación de la Noche.                               |
| Victoria  | 18–4   | Gilbert Melendez    | Decisión (unánime)                | UFC on Fox: Holm vs. Shevchenko                           | 23 de julio de 2016     | 3     | 5:00   | Chicago, Illinois         |                                                      |
| Victoria  | 17–4   | Anthony Pettis      | Decisión (unánime)                | UFC 197                                                   | 23 de abril de 2016     | 3     | 5:00   | Las Vegas, Nevada         |                                                      |
| Derrota   | 16–4   | Tony Ferguson       | Sumisión (D'Arce choke)           | The Ultimate Fighter: Team McGregor vs. Team Faber Finale | 11 de diciembre de 2015 | 2     | 2:54   | Las Vegas, Nevada         | Pelea de la Noche.                                   |
| Victoria  | 16–3   | Paul Felder         | Decisión (unánime)                | UFC on Fox: Dillashaw vs. Barão 2                         | 25 de julio de 2015     | 3     | 5:00   | Chicago, Illinois         | Pelea de la Noche.                                   |
| Derrota   | 15–3   | Michael Johnson     | Decisión (unánime)                | UFC Fight Night: Bigfoot vs. Mir                          | 22 de febrero de 2015   | 3     | 5:00   | Porto Alegre              |                                                      |
| Victoria  | 15–2   | Bobby Green         | Decisión (unánime)                | UFC Fight Night: Edgar vs. Swanson                        | 22 de noviembre de 2014 | 3     | 5:00   | Austin, Texas             |                                                      |
| Victoria  | 14–2   | Evan Dunham         | TKO (golpes al cuerpo)            | UFC Fight Night: Cerrone vs. Miller                       | 16 de julio de 2014     | 1     | 3:06   | Atlantic City, New Jersey |                                                      |
| Derrota   | 13–2   | Donald Cerrone      | Sumisión (rear naked choke)       | UFC on Fox: Werdum vs. Browne                             | 19 de abril de 2014     | 1     | 3:15   | Orlando, Florida          |                                                      |
| Victoria  | 13–1   | Danny Castillo      | Decisión (mayoritaria)            | UFC on Fox: Johnson vs. Benavidez 2                       | 14 de diciembre de 2013 | 3     | 5:00   | Sacramento, California    | Pelea de la Noche.                                   |
| Victoria  | 12–1   | Rafaello Oliveira   | TKO (patadas en la pierna)        | UFC 162                                                   | 6 de julio de 2013      | 2     | 1:44   | Las Vegas, Nevada         |                                                      |
| Victoria  | 11–1   | Lucas Martins       | TKO (retiro)                      | UFC on FX: Belfort vs. Bisping                            | 19 de enero de 2013     | 1     | 2:38   | São Paulo                 |                                                      |
| Derrota   | 10–1   | Jamie Varner        | TKO (golpes)                      | UFC 146                                                   | 26 de mayo de 2012      | 1     | 3:23   | Las Vegas, Nevada         |                                                      |
| Victoria  | 10–0   | Terry Etim          | KO (patada de la rueda giratoria) | UFC 142                                                   | 14 de enero de 2012     | 3     | 2:02   | Río de Janeiro            | KO de la Noche; Pelea de la Noche. KO Del Año (2012) |
| Victoria  | 9–0    | Ross Pearson        | Decisión (dividida)               | UFC 134                                                   | 27 de agosto de 2011    | 3     | 5:00   | Río de Janeiro            | Pelea de la Noche.                                   |
| Victoria  | 8–0    | Anthony Njokuani    | Decisión (unánime)                | UFC 128                                                   | 19 de marzo de 2011     | 3     | 5:00   | Newark, New Jersey        | Pelea de la Noche.                                   |
| Victoria  | 7–0    | Mike Lullo          | TKO (patadas en la pierna)        | UFC 123                                                   | 20 de noviembre de 2010 | 3     | 0:26   | Auburn Hills, Míchigan    |                                                      |
| Victoria  | 6–0    | Marcelo Guidici     | TKO (patadas en la pierna)        | Ring of Combat 30                                         | 11 de junio de 2010     | 1     | 3:01   | Atlantic City, New Jersey |                                                      |
| Victoria  | 5–0    | Jose Figueroa       | KO (golpe)                        | Renaissance MMA 16                                        | 5 de marzo de 2010      | 1     | 3:55   | Nueva Orleans, Luisiana   |                                                      |
| Victoria  | 4–0    | Nabih Barakat       | KO (golpes)                       | Ring of Combat 28                                         | 19 de febrero de 2010   | 1     | 1:09   | Atlantic City, New Jersey |                                                      |
| Victoria  | 3–0    | Lee King            | Sumisión (anaconda choke)         | Renaissance MMA 15                                        | 20 de noviembre de 2009 | 1     | 2:04   | Nueva Orleans, Luisiana   |                                                      |
| Victoria  | 2–0    | Lee King            | KO (golpes)                       | Renaissance MMA 12                                        | 13 de junio de 2009     | 2     | 1:14   | Nueva Orleans, Luisiana   |                                                      |
| Victoria  | 1–0    | Aaron Steadman      | TKO (golpes)                      | Real Fighting Championships 17                            | 17 de abril de 2009     | 1     | 3:10   | Tampa, Florida            |                                                      |